# Гібсон Тауншип (округ Сасквеганна, Пенсільванія)
Гібсон Тауншип (англ. Gibson Township) — селище (англ. township) в США, в окрузі Сасквегенна штату Пенсільванія. Населення — 1012 особи (2020).

## Демографія
Згідно з переписом 2010 року, у селищі мешкала 1221 особа в 481 домогосподарстві у складі 351 родини. Було 644 помешкання
Расовий склад населення:
| - 97,9 % — білих - 0,4 % — чорних або афроамериканців - 0,1 % — азіатів |

До двох чи більше рас належало 1,5 %. Частка іспаномовних становила 2,2 % від усіх жителів.
За віковим діапазоном населення розподілялося таким чином: 21,7 % — особи молодші 18 років, 61,3 % — особи у віці 18—64 років, 17,0 % — особи у віці 65 років та старші. Медіана віку мешканця становила 45,9 року. На 100 осіб жіночої статі у селищі припадало 110,9 чоловіків;  на 100 жінок у віці від 18 років та старших — 110,6 чоловіків також старших 18 років.
Середній дохід на одне домашнє господарство  становив 63 199 доларів США (медіана — 49 000), а середній дохід на одну сім'ю — 69 830 доларів (медіана — 60 192). Медіана доходів становила 49 875 доларів для чоловіків та 30 938 доларів для жінок. За межею бідності перебувало 15,3 % осіб, у тому числі 25,1 % дітей у віці до 18 років та 2,8 % осіб у віці 65 років та старших.
Цивільне працевлаштоване населення становило 412 осіб. Основні галузі зайнятості: освіта, охорона здоров'я та соціальна допомога — 23,5 %, будівництво — 17,2 %, роздрібна торгівля — 12,6 %, транспорт — 9,7 %.